# Panholz (Gemeinde Altenfelden)
Panholz ist ein Weiler der Gemeinde Altenfelden in Oberösterreich (Bezirk Rohrbach). Die Ortschaft hat 22 Einwohner (Stand 1. Jänner 2024).

## Geographie
Panholz liegt im Zentralbereich des Gemeindegebietes von Altenfelden bzw. im Norden der Katastralgemeinde Altenfelden. Die Siedlung liegt rund 700 Meter südöstlich des Marktplatzes von Altenfelden und schließt fast nahtlos an die an der Wildparkstraße gelegenen südöstlichen Teile des Marktes Altenfelden an. Im Süden ist Panholz vom gleichnamigen Wald umgeben, im Norden liegen der zum Markt gehörende Panholzweg sowie große landwirtschaftliche Nutzflächen. Für Panholz wurden 2001 insgesamt sieben Gebäude gezählt, wobei sechs Gebäude über einen Hauptwohnsitz verfügten und 12 Wohnungen bzw. 11 Haushalte bestanden. Zudem gab es zwei land- und forstwirtschaftliche Betriebsstätten sowie eine Arbeitsstelle. Die Gebäude der Ortschaft liegen mit einer Ausnahme nordwestlich der Wildparkstraße und bilden eine geschlossene Siedlung. 

## Geschichte und Bevölkerung
Der Ortsname Panholz wird vom Bannholz, einem Wald, abgeleitet, in dem nur Berechtigte eine Jagderlaubnis hatten. Die Siedlung ist, ebenso wie die bestehenden Gebäude, sehr jung. In den Ortsverzeichnissen vor dem Ersten Weltkrieg ist die Siedlung nicht genannt.